# Балашов, Сергей Михайлович
Сергей Михайлович Балашов (1903, Москва—1989, там же) — советский артист эстрады, радио и театра, мастер художественного слова. Народный артист РСФСР (1956).

## Биография
Родился 1 марта (14 марта по новому стилю) 1903 года в Москве.
В молодые годы был бойцом РККА. Затем решил стать актёром. Учился в Пермской драматической студии. Профессиональную творческую деятельность начал в 1923 году как драматический актёр. Играл в театрах Перми, Вятки, Уфы, Тюмени и в Ленинградском Большом драматическом театре. С 1931 года работал на эстраде. Был участником труппы Государственного агитационного театра в Москве и в начале 1930-х годов совершил с ним гастрольные поездки по стране. 
Во время Великой Отечественной войны Балашов читал патриотическую лирику Маяковского, Пушкина, Лермонтова, выступал на фронтах, в частности был первым артистом в Сталинграде, выступая в героической 62-й армии.
На собственные средства (сбережения и доходы) купил для РККА танк Т-34 - который 14 февраля 1943 года после завершения испытаний на заводе в Нижнем Тагиле был отправлен в действующую армию - и в дальнейшем воевал в 8-й гвардейской армии. Командиром экипажа этого танка (получившего имя "Сергей Балашов") стал Иван Чуканов. 2 мая 1945 года танк "Сергей Балашов" был подбит и сгорел в ходе боёв в Праге (но экипаж успел покинуть машину и уцелел). Позднее С. М. Балашов получил телеграмму с выпиской из журнала боевых действий о вкладе этого танка в разгром врага: "Ваш танк уничтожил свыше ста гитлеровцев, два вражеских танка, два противотанковых орудия, полевую пушку и автомашину". 
Сотрудничал с органами госбезопасности (в 1953 году на квартире Балашова во время застолья была произведена скрытая запись чтения Пастернаком стихов из романа «Доктор Живаго»). Член КПСС с 1954 года.

«Самое большое несчастье моей жизни в том, что я всегда говорил правду, невзирая на лица. Это очень дорого обходится. Но художник не может жить двойной жизнью»

С середины 1950-х годов начал выступать с вечерами «Театр одного актёра». В 1970-е годы Сергей Михайлович сотрудничал с московской филармонией.
Умер 19 декабря 1989 года в Москве. Похоронен на Новодевичьем кладбище (2-й участок, 12-й ряд).

## Награды
- Заслуженный артист РСФСР (27 июня 1942).
- Народный артист РСФСР (1956).
- Орден «Знак Почёта» (27 октября 1967)[6].